# Ulrik Flo
Ulrik Flo (Stryn, 6 ottobre 1988) è un calciatore norvegese, attaccante del Fjøra.

## Biografia
È il nipote di Jostein e Tore André Flo.

## Carriera

### Club
Flo ha iniziato la carriera con la maglia del Sogndal. Ha debuttato in 1. divisjon il 29 aprile 2007, sostituendo Henrik Furebotn nella vittoria per 0-1 sul campo del Løv-Ham. Il 7 aprile 2009 ha segnato il primo gol per la squadra, nel pareggio per 2-2 contro l'Hønefoss.
In seguito alla promozione nell'Eliteserien del Sogndal, nel 2010, ha potuto esordire nella massima divisione norvegese: il 20 marzo 2011 è subentrato infatti a Barry Kader, nella sconfitta per 2-1 sul campo dello Strømsgodset. Il 22 settembre è arrivato il primo gol nell'Eliteserien, nella sconfitta per 2-1 in casa del Rosenborg.
Il 17 agosto 2015, l'Odd ha annunciato sul proprio sito internet d'aver ingaggiato Flo, col giocatore che ha firmato un contratto valido sino al termine della stagione in corso. Ha esordito in squadra il 20 agosto successivo, subentrando ad Olivier Occéan nella sconfitta interna per 3-4 contro il Borussia Dortmund. In questa porzione di stagione in squadra, ha totalizzato 5 presenze tra tutte le competizioni, senza alcuna rete all'attivo. A fine anno, si è ritrovato svincolato.
Svincolato dall'Odd, il 22 gennaio 2016 è stato reso noto che il Brann lo aveva incluso in prova nella rosa dei convocati per la preparazione in vista della nuova stagione, con l'obiettivo di valutarne l'ingaggio. Il 24 gennaio, però, Flo ha preferito rinunciare a questa possibilità. Il 28 gennaio 2016 è stato quindi ufficialmente tesserato dai danesi del Silkeborg, militanti in 1. Division: Flo si è legato al nuovo club con un contratto biennale. Ha esordito in squadra il 10 marzo, schierato titolare nella sconfitta interna per 0-1 contro il Fredericia. Il 28 maggio successivo, in occasione della vittoria interna per 5-0 sul Vejle, ha trovato la prima rete in squadra. Al termine di questa stessa stagione, il Silkeborg ha centrato la promozione in Superligaen.
Il 15 luglio 2016 ha avuto così l'opportunità di effettuare il proprio debutto nella massima divisione danese, quando ha sostituito Andreas Albers nel pareggio a reti inviolate sul campo dell'Odense. È rimasto in squadra fino al 12 agosto 2016, quando ha rescisso il contratto che lo legava al club. Ha totalizzato complessivamente 16 presenze con questa casacca, con una rete all'attivo.
Il 12 agosto 2016, il Fredrikstad ha annunciato sul proprio sito internet d'aver ingaggiato Flo con un contratto valido fino al termine della stagione in corso. Ha esordito con questa maglia il 14 agosto, trovando anche una rete nella vittoria per 5-1 sull'Ullensaker/Kisa. Ha chiuso la stagione a quota 10 presenze e 6 reti in campionato, con il Fredrikstad che si è classificato all'11º posto finale. Il 28 ottobre 2016 ha rinnovato il contratto che lo legava al club per altre due stagioni.
Al termine del campionato 2017, il Fredrikstad è retrocesso in 2. divisjon. L'8 gennaio 2018 ha rescisso il contratto che lo legava al club.
Il 5 marzo 2018, il Sogndal ha reso noto d'aver ingaggiato Flo con un contratto annuale.
L'8 gennaio 2020 ha annunciato il ritiro dal calcio professionistico.
Nella stagione 2021 è tornato a calcare i campi da gioco, vestendo la maglia del Fjøra in 3. divisjon.

## Statistiche

### Presenze e reti nei club
Statistiche aggiornate al 17 dicembre 2021.
| Stagione           | Club               | Campionato         | Campionato | Campionato | Coppe nazionali | Coppe nazionali | Coppe nazionali | Coppe continentali | Coppe continentali | Coppe continentali | Supercoppe | Supercoppe | Supercoppe | Totale | Totale |
| Stagione           | Club               | Comp               | Pres       | Reti       | Comp            | Pres            | Reti            | Comp               | Pres               | Reti               | Comp       | Pres       | Reti       | Pres   | Reti   |
| ------------------ | ------------------ | ------------------ | ---------- | ---------- | --------------- | --------------- | --------------- | ------------------ | ------------------ | ------------------ | ---------- | ---------- | ---------- | ------ | ------ |
| 2005               | Stryn              | 3D                 | ?          | ?          | CN              | ?               | ?               | -                  | -                  | -                  | -          | -          | -          | 3      | 0      |
| 2006               | Stryn              | 3D                 | ?          | ?          | CN              | ?               | ?               | -                  | -                  | -                  | -          | -          | -          | ?      | ?      |
| Totale Stryn       | Totale Stryn       | Totale Stryn       | ?          | ?          |                 | ?               | ?               |                    | -                  | -                  |            | -          | -          | ?      | ?      |
| 2007               | Sogndal            | 1D                 | 2          | 0          | CN              | 1               | 0               | -                  | -                  | -                  | -          | -          | -          | 3      | 0      |
| 2008               | Sogndal            | 1D                 | 0          | 0          | CN              | 0               | 0               | -                  | -                  | -                  | -          | -          | -          | 0      | 0      |
| 2009               | Sogndal            | 1D                 | 28+1       | 5+1        | CN              | 4               | 0               | -                  | -                  | -                  | -          | -          | -          | 33     | 6      |
| 2010               | Sogndal            | 1D                 | 21         | 5          | CN              | 3               | 1               | -                  | -                  | -                  | -          | -          | -          | 24     | 6      |
| 2011               | Sogndal            | ES                 | 29         | 1          | CN              | 3               | 1               | -                  | -                  | -                  | -          | -          | -          | 32     | 1      |
| 2012               | Sogndal            | ES                 | 27         | 10         | CN              | 1               | 0               | -                  | -                  | -                  | -          | -          | -          | 28     | 10     |
| 2013               | Sogndal            | ES                 | 29         | 2          | CN              | 3               | 3               | -                  | -                  | -                  | -          | -          | -          | 32     | 5      |
| 2014               | Sogndal            | ES                 | 26         | 7          | CN              | 1               | 0               | -                  | -                  | -                  | -          | -          | -          | 27     | 7      |
| gen.-ago. 2015     | Sogndal            | 1D                 | 15         | 1          | CN              | 2               | 1               | -                  | -                  | -                  | -          | -          | -          | 17     | 2      |
| ago.-dic. 2015     | Odd                | ES                 | 3          | 0          | CN              | -               | -               | UEL                | 2                  | 0                  | -          | -          | -          | 5      | 0      |
| gen.-giu. 2016     | Silkeborg          | 1D                 | 13         | 1          | CD              | -               | -               | -                  | -                  | -                  | -          | -          | -          | 13     | 1      |
| lug.-ago. 2016     | Silkeborg          | SL                 | 3          | 0          | CD              | 0               | 0               | -                  | -                  | -                  | -          | -          | -          | 3      | 0      |
| Totale Silkeborg   | Totale Silkeborg   | Totale Silkeborg   | 16         | 1          |                 | 0               | 0               |                    | -                  | -                  |            | -          | -          | 16     | 1      |
| ago.-dic. 2016     | Fredrikstad        | 1D                 | 10         | 6          | CN              | -               | -               | -                  | -                  | -                  | -          | -          | -          | 0      | 0      |
| 2017               | Fredrikstad        | 1D                 | 29+2       | 8+0        | CN              | 1               | 0               | -                  | -                  | -                  | -          | -          | -          | 32     | 8      |
| Totale Fredrikstad | Totale Fredrikstad | Totale Fredrikstad | 39+2       | 14+0       |                 | 1               | 0               |                    | -                  | -                  |            | -          | -          | 42     | 14     |
| 2018               | Sogndal            | 1D                 | 21         | 1          | CN              | -               | -               | -                  | -                  | -                  | -          | -          | -          | 21     | 1      |
| 2019               | Sogndal            | 1D                 | 21         | 4          | CN              | 1               | 0               | -                  | -                  | -                  | -          | -          | -          | 22     | 4      |
| Totale Sogndal     | Totale Sogndal     | Totale Sogndal     | 219+1      | 36+1       |                 | 16              | 3               |                    | -                  | -                  |            | -          | -          | 235    | 43     |
| ago.-dic. 2021     | Fjøra              | 3D                 | 6          | 1          | CN              | -               | -               | -                  | -                  | -                  | -          | -          | -          | 6      | 1      |
| Totale             | Totale             | Totale             | 283+3+     | 51+1+      |                 | 17+             | 3+              |                    | 2                  | 0                  |            | -          | -          | 304+   | 58+    |